# Göte Jonsson
Göte Edvin Valdemar Jonsson, född 6 juni 1939 i Jönköping, är en svensk politiker (moderat), som var riksdagsledamot för Jönköpings läns valkrets 1979–1988 och 1991–2002.
Jonsson har arbetat som kriminalinspektör. Han har utöver riksdagsledamot varit kommunalråd i Jönköpings kommun.